# Vladislav Ier de Valachie
Vladislav Ier  (roumain: Vlaicu Vodă) est prince de Valachie de 1364 à 1377. Il développe l'organisation économique de la principauté, fait la paix avec la Hongrie et entretient de bonnes relations avec les Serbes et les Bulgares.

## Biographie
Vladislav Ier est le fils aîné et successeur de Nicolae Alexandru. Il monte sur le trône sans demander l'accord du roi Louis Ier de Hongrie. Ce dernier décide en 1365-1366 de mener une double expédition contre la Valachie par le sud à partir de Vidin qu'il contrôlait et par la Transylvanie.
En 1367-1368 un général valaque nommé Dragomir, capitaine de Dâmbovita, attire l'armée de Nicolas Lackfy, le voïvode de Transylvanie, dans un terrain marécageux et la détruit; le chef hongrois est tué. Les deux parties signent rapidement un traité de paix le 29 août 1369 : Vladislav Ier accepte de reconnaître la suzeraineté hongroise et reçoit en échange comme fiefs les duchés de Făgăraș, Amlaș et le Banat de Turnu-Severin, le tsar bulgare Ivan Stratzimir, beau-frère de Vladislav Ier, récupère sa principauté de Vidin.
À la fin de l'année 1369, Vladislav fait face victorieusement, appuyé par un contingent de Transylvains menés par Ladislau de Dabica, à la première incursion des Turcs en Valachie.
Les relations entre la principauté et le royaume de Hongrie demeurent ensuite bonnes et Vladislav Ier accepte en 1369, après l'intervention de « sa seconde mère » Clara de Doboca et sur la recommandation du pape Grégoire XI, de recevoir un évêque catholique. C'est vers 1365 que sont frappées les premières monnaies d'argent du pays.
Vers 1374 il favorise la construction du monastère de Vodita par le moine Nicodim, ce monument devenant le premier de ce type en Olténie.
Valdislav Ier meurt à une date non connue vers 1377 et sa succession sera assurée par son frère Radu Ier. Il est inhumé près de la probable tombe de son grand-père, dans l'église princière (roumain : Biserica Domneasca)  Saint-Nicolas de Curtea de Argeș.

## Postérité
Il laisse un fils illégitime.
- Vlad Ier l'Usurpateur